# Poplar (Londra)
Poplar è un quartiere dell'East End di Londra, Inghilterra, parte del borgo londinese di Tower Hamlets, situato a circa 9 chilometri a est di Charing Cross.
I confini del quartiere sono a ovest con Limehouse, a sud con l'Isle of Dogs, a est con Blackwall e a nord con Mile End, Bromley-by-Bow e Bow.
Il quartiere, storicamente parte della parrocchia di Stepney (nell'antica contea del Middlesex), nel 1817 diviene una parrocchia civile indipendente. Nel 1855 viene formato il distretto della metropoli di Poplar (Poplar District of the Metropolis), che comprendeva, oltre all'antica parrocchia civile, anche i territori di Bow e Bromley-by-Bow, e nel 1900 viene trasformato nel borgo metropolitano di Poplar (Metropolitan Borough of Poplar). Nel 1965, con la creazione della Grande Londra, il borgo metropolitano viene abolito e Poplar diviene parte del borgo londinese di Tower Hamlets.
Nel Piano di Londra, Poplar è riconosciuto come uno dei 156 "centri distrettuali" (district centres).

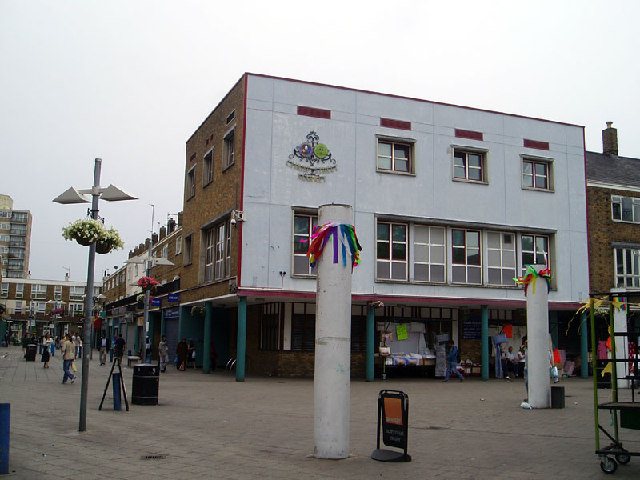
Il Chrisp Street Market all'interno del complesso Lansbury Estate

## Storia
Il borgo metropolitana di Poplar deriva il suo nome dai pioppi (poplars in inglese) che crebbero nell'area.
È stato teatro, nel 1921, di una rivolta contro le tasse, guidata dal sindaco del borgo, George Lansbury, che fu poi eletto come leader del Partito laburista.
Nell'ambito del Festival of Britain del 1951, un nuovo complesso residenziale consiglio è stato costruito a nord della East India Dock Road, la strada principale del quartiere, e nominato il Lansbury Estate, dedicata al consigliere laburista George Lansbury.
Nello stesso periodo si ha avuto anche la costruzione del complesso noto come Robin Hood Gardens (che si affaccia sul portale nord della galleria del Blackwall), progettato dagli architetti brutalisti Peter e Alison Smithson, e del complesso della Balfron Tower, creato da Ernő Goldfinger.

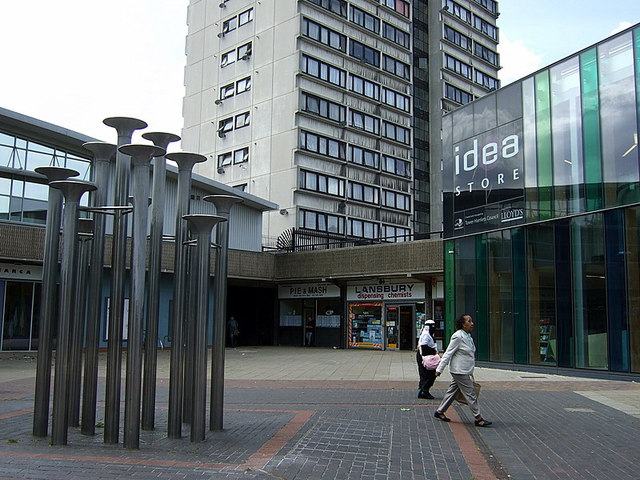
Lansbury Estate
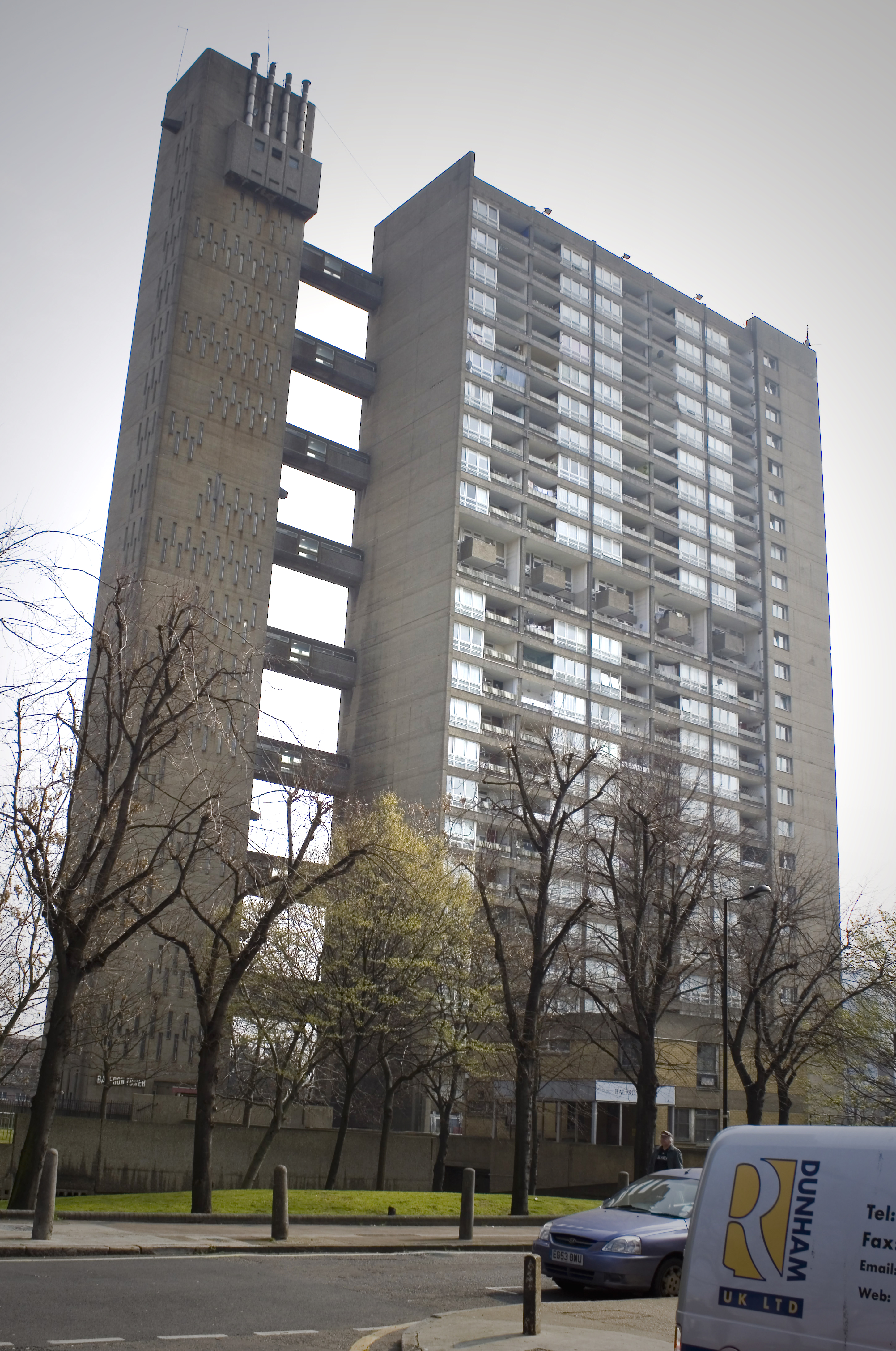
Balfron Tower
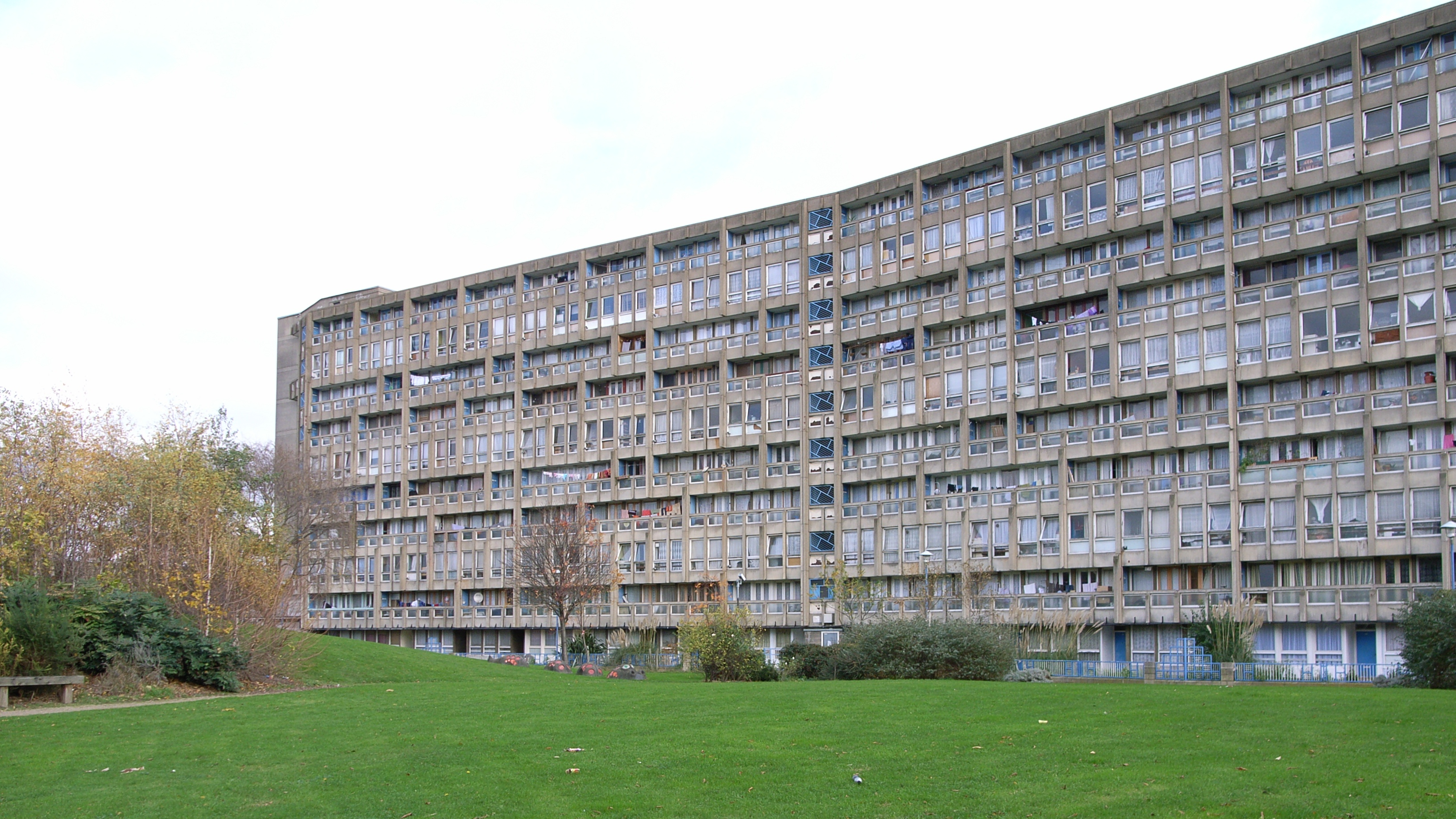
Robin Hood Gardens
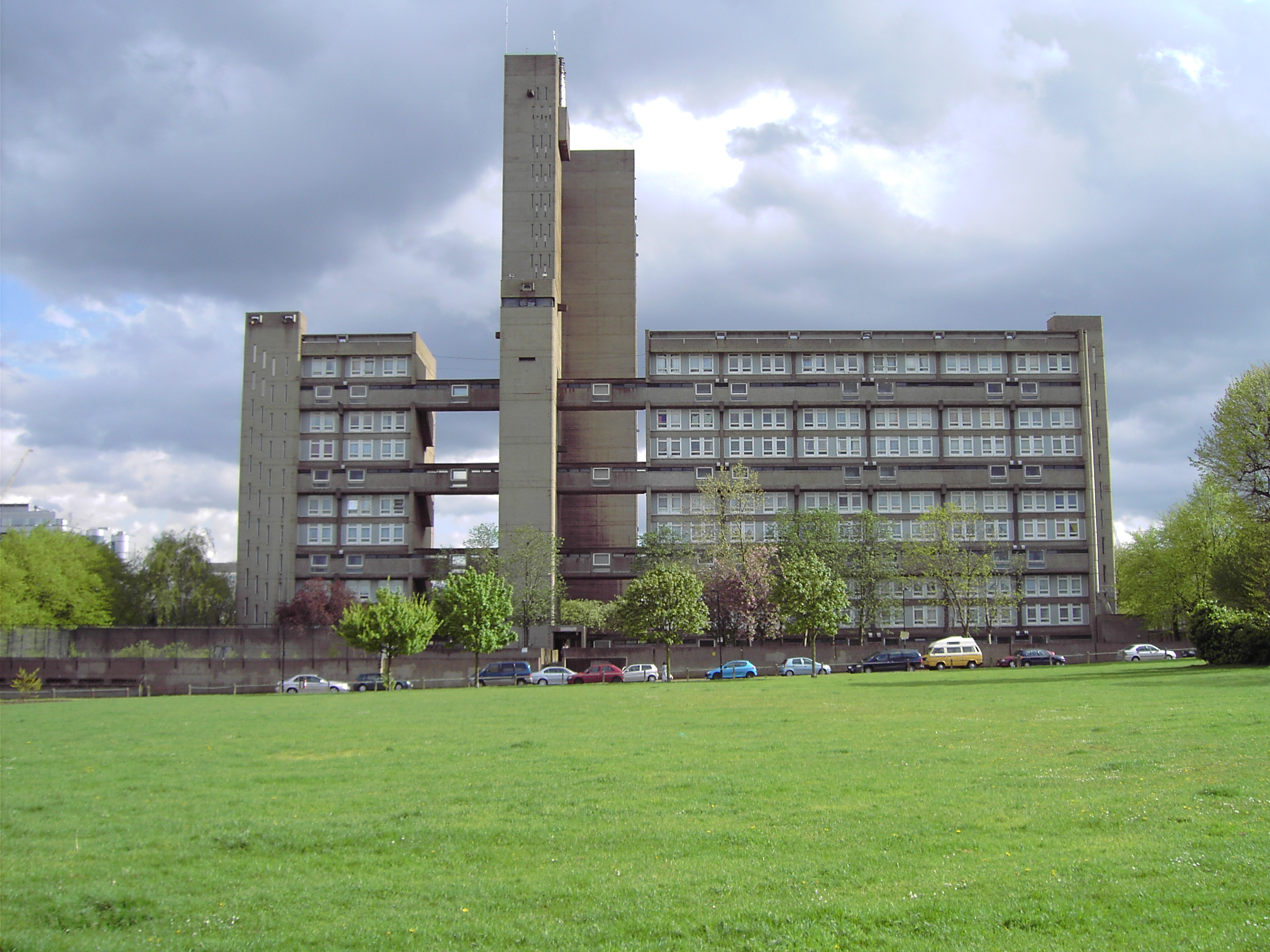
Carradale House
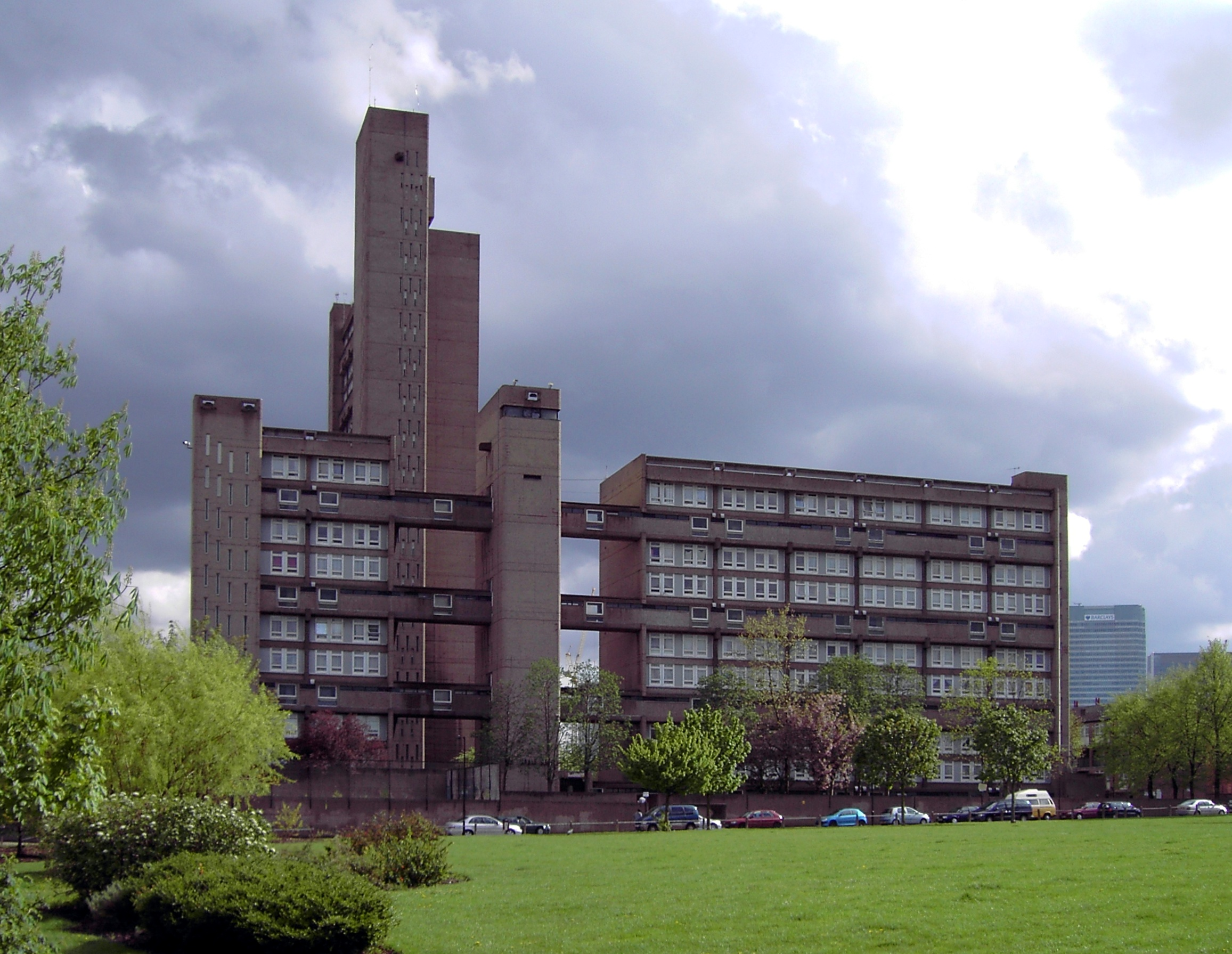
Carradale House con la Balfron Tower dietro

Altri edifici degni di nota a Poplar includono i Bagni Poplar, chiusi dal 1988.
La vicinanza del distretto finanziario del quartiere di Canary Wharf e dei quartieri noti per la vita notturna di Shoreditch e Brick Lane stanno favorendo il processo di gentrificazione che altri quartieri londinesi hanno vissuto.

### Bombardamenti durante le guerre

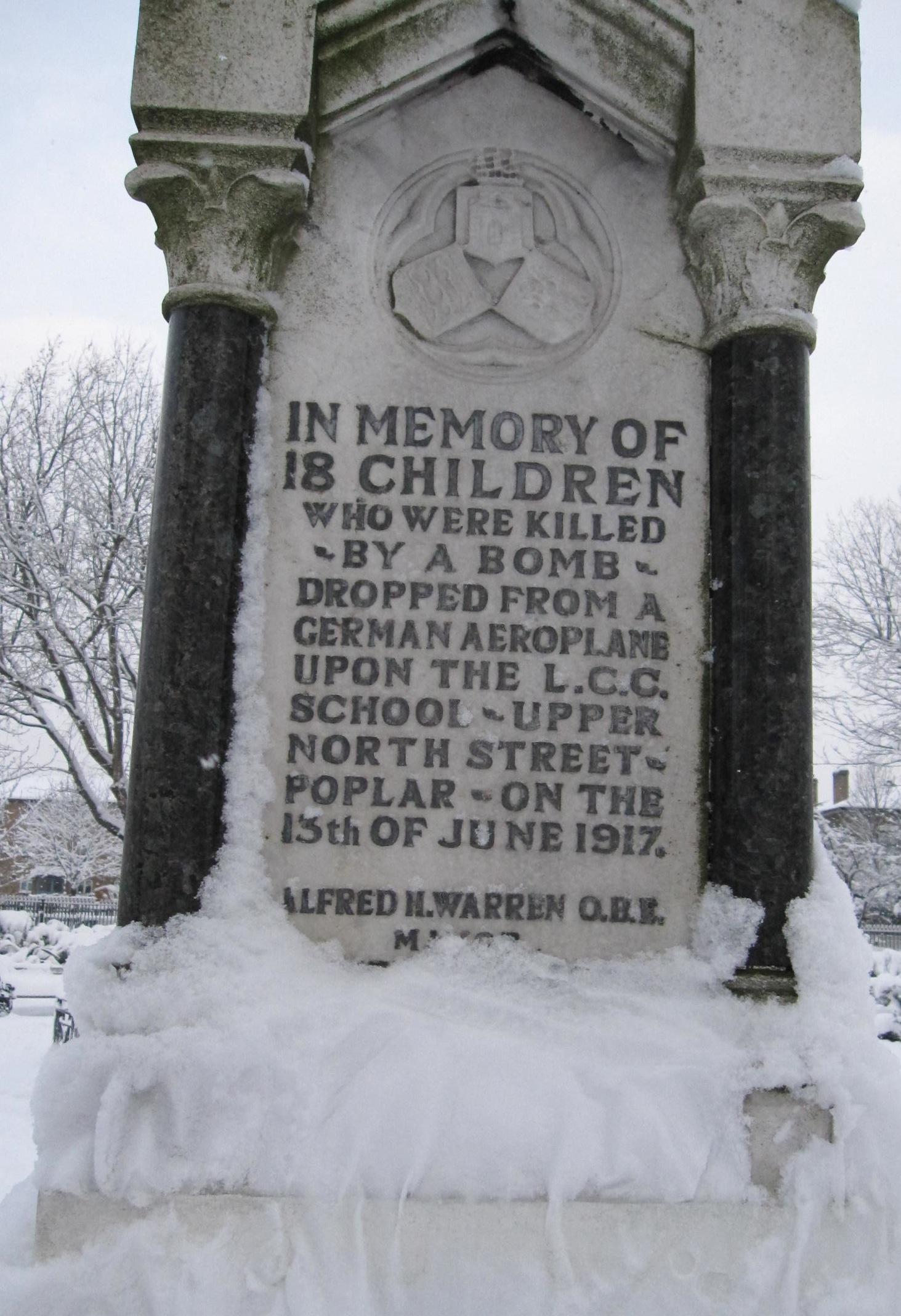
Memoriale del bombardamento della Upper North Street School a Poplar

Anche se molte persone associano i bombardamenti in tempo di guerra con il Blitz della seconda guerra mondiale, la prima campagna di terrore via aerea in Gran Bretagna ha avuto luogo durante la prima guerra mondiale: i raid aerei nella prima guerra mondiale hanno causato, infatti, danni significativi e hanno causato la perdita di molte vite (i raid tedeschi in Gran Bretagna hanno causato più di millequattrocento morti e circa tremilaquattrocento feriti).
Essendo uno dei principali obiettivi dei raid aerei quello di colpire le risorse vitali ed economiche del nemico (con restrizioni di illuminazione e blackout, per esempio), l'East End di Londra era uno dei luoghi più pesantemente di mira, a causa della presenza del porto di Londra e delle industrie. Poplar, in particolare, è stato colpito gravemente da alcuni dei raid aerei durante la Prima Guerra Mondiale. Inizialmente si trattava di notte da zeppelin che hanno bombardato la zona indiscriminatamente, provocando la morte di civili innocenti.
Il primo bombardamento su Londra avvenuto con la luce del giorno ha avuto luogo il 13 giugno 1917: quattordici Gotha G tedeschi bombardieri guidati dello Squadron Commander Hauptmann Ernst Brandenberg sorvolavano l'Essex, prima di incominciare il bombardamento utilizzando bombe shrapnel nella zona dell'East End: numerose bombe sono cadute in rapida successione in vari distretti causando la morte di 104 persone, 154 feriti gravi e 269 feriti lievi.
Una delle bombe sganciate in questo bombardamento colpì una delle scuole elementare del quartiere di Poplar. Nella Upper North Street School, al momento del bombardamento, la bomba è caduta colpendo il tetto, penetrando nelle ragazze di classe (che era all'ultimo piano dell'edificio), procedendo poi fino al pian terreno (attraversando l'aula del primo piano, dove si trovavano i ragazzi, e il pian terreno, dove si trovavano i più piccoli). Diciotto studenti sono stati uccisi, sedici di cui avevano tra i 4 e i 6 anni.

## Cultura

### Film e musica
Il film Fly A Flag For Poplar del 1974 è un documentario su Poplar e le persone che vi abitano, visto nella loro vita giorno per giorno e organizzare le proprie feste locali.
La serie della BBC L'amore e la vita - Call the Midwife è ambientata a Poplar negli anni 1950.
Secondo il sito web IMDb, a Poplar e nelle località contigue sono stati ambientati, tra gli altri, i seguenti lungometraggi:
- Nel 2000 non sorge il sole
- 1984
- 28 settimane dopo (nella Woodstock Terrace e Balfron Tower)
- Un pesce di nome Wanda
- Il codice da Vinci
- Il mondo non basta
- La scuola della violenza

Balfron Tower è stato descritto in vari video musicali, film e programmi televisivi.

## Infrastrutture e trasporti

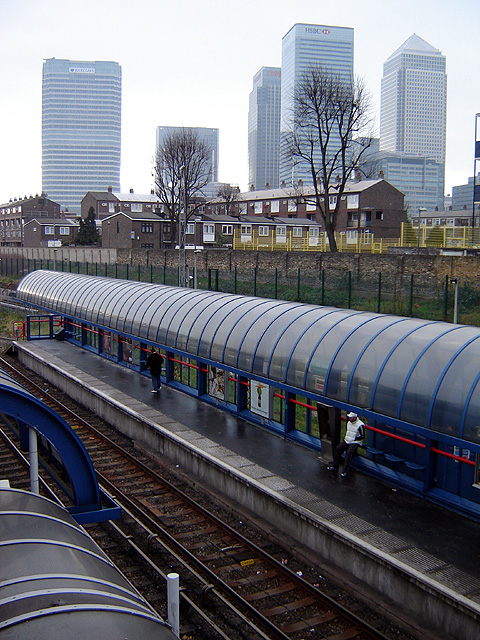
In primo piano, la Stazione di All Saints. Sullo sfondo, Canary Wharf

Le stazioni presenti nel quartiere sono:
| Stazione                 | Linea | Immagine | Apertura |
| ------------------------ | ----- | -------- | -------- |
| Stazione di All Saints   | DLR   |          | 1987     |
| Stazione di Blackwall    | DLR   |          | 1994     |
| Stazione di Langdon Park | DLR   |          | 2007     |
| Stazione di Poplar       | DLR   |          | 1987     |

Le linee 15, 108 (24h), 115, 277 (24h), 309 D6, D7 e D8 servono il quartiere di giorno, mentre le linee N15 e N551 e le linee 24-ore servono Poplar di notte.
Le linee 731 (Sittingbourne - Rainham - Londra Victoria), operata dall'azienda Chalkwell Garage & Coach Hire e le linee 750 (Sheerness - Minster - Londra Victoria) e 751 (Eden Village - Londra Victoria), operate dall'azienda The Kings Ferry collegano Poplar con altre località del sud est dell'Inghilterra.